# Агапий Войнов
Агапий Войнов е виден български възрожденски просветен деец и духовник, йеродякон.

## Биография
Роден е в град Кюстендил в 1838 година със светското име Ангел Войнов. Учи в Кюстендилското класно училище при учителите Христо Крантов, Никола Тонджоров, Аверки Попстоянов и Дамаскин Рилец. От 1857 до 1859 година е учител в българското училище в Царево село, Пиянечко. През 1863 година завършва гръцката семинария в Ксанти и е ръкоположен за дякон под името Агапий. Служи при гръцките владици Дионисий Ксантийски и Теоклит Маронийски.
През 1866 година се установява в Цариград, където е дякон в българската черква „Свети Стефан“ и учител в българското класно училище. Там участва в разгара на църковно-националната борба като самоотвержен борец на българското просветно и духовно дело. Изпратен от Цариградско българско читалище в Македония да отваря български училища и да буди народното съзнание. Преследван е навсякъде от гръцките владици, клеветен пред турските власти, затварян и на няколко пъти нападан от фанатизирани гърци и гъркомани. Учителства в Солун (1869), Воден (1869), Струмица (1870-1872), Зарово (1872, 1874-1875) и Петрич (1873-1874). През ваканциите е проповедник на Прилепския панаир, където поставя въпроса за отваряне на девическо училище. Поради бедността на струмичани той търси пари за училището с просия, а във Воден работи 9 месеца без заплата.
От 1876 година е на служба в Цариград при екзарх Антим I, който го изпраща във Видин. След Освобождението през 1878 година е председател на Съдебния съвет във Видин.
През ноември 1878 година се завръща в Кюстендил и до 1881 година е учител в местната реална гимназия, след това – секретар на Окръжния управителен съвет, старши писар при Окръжната постоянна комисия и секретар на Окръжния хигиеничен съвет. През 1879 година възобновява активната дейност на читалището и е избран за председател на читалище „Братство“ – Кюстендил. Председател е на училищното настоятелство. Деен член е и на Народнолибералната партия – стамболовисти.
През 1895 година се оттегля от служба поради здравословни причини. Народното събрание отхвърля неколкократните му молби за отпускане на пенсия. Умира в град Кюстендил в пълна забрава и крайна бедност.
Името му носи улица в Петрич.